# چترود
چَترود شهری درشهرستان کرمان استان کرمان ایران است.
== umbrella river
پیشینه. نام چترود در منابع تاریخی به صورتهای گوناگونی، از جمله جَنْزَروذ، حیروز، جیرود، خبروذ، چتروذ، جیروذ، خمرود و خیرور، ضبط شده‌است (رجوع کنید به اصطخری، ص ۱۶۱؛ مقدسی، ص ۴۶۸؛ حدودالعالم، ص ۱۲۹). ظاهراً نخستین‌بار در سده چهارم، اصطخری (همان‌جا) در ذکر شهرهای کرمان، نام آن را با ضبط جَنزروذ در میان راه زرند ـ بردسیر، در یک مرحله‌ای هر کدام از آنها، آورده‌است. ابن‌حوقل (ص ۳۱۴) نیز نام آن را ذکر کرده‌است. چترود در اواسط سده چهارم، نیز کوچک و کم‌جمعیت بود (حدودالعالم، همان‌جا)، اما در اواخر همان سده، مسجدجامع و بازار داشت و از شهرهای بردسیر (قصبه کرمان) و پر میوه به‌شمار می‌آمد (مقدسی، ص ۴۶۰، ۴۶۲).

## تاریخچه
در جلد هشتم فرهنگ جغرافیایی ایران آمده: چترود بخش مرکزی شهرستان کرمان که در ۶۴ هزار گزی شمال کرمان بر سر راه فرعی کرمان به راور واقع شده. جلگه و معتدل است و ۳۰۰۰ تن سکنه دارد. آبش از قنات و چشمه، محصولش انار، پسته، غلات و حبوبات است، شغل اهالی زراعت، مکاری، پیله‌وری و قالی‌بافی بوده و راهش فرعی است دبستان و پاسگاه ژاندارمری دارد. مؤلف مرآت‌البلدان دربارهٔ چترود نویسد: «قریه‌ای است از بلوک سرآسیاب کرمان که در نزدیکی هوتک و هشت فرسخی شمال شرقی کرمان واقع می‌باشد. جائی خوش آب و هواست، باغات مشجر زیاد دارد و انگور و انارش به خوبی ممتاز است. آب این قریه از دو رشته قنات معروف به قنات باقری و از چشمه‌ای است که از کوه معروف به کوه تنگل اسبی جاری است. دارای هزار تن سکنه‌است (تقریباً) و حمام بزرگی دارد که وکیل‌الملک آن را بنا نموده، کاروانسرای خرابه‌ای دارد که از بناهای قدیم است. سه مسجد آباد و یک باب تکیه آباد در آنجا دیده می‌شود. این قریه یازده کارخانه شال‌بافی دارد که مشتمل بر چهل ویک دستگاه است. آسیاهای متعدد از قدیم و جدید متعلق به این قریه‌است. مزرعه اسماعیل‌آباد هم از توابع چترود می‌باشد که خراب بود و آن را مرحوم محمداسماعیل خان وکیل‌الملک آباد کرد.
روستا های آن :سردر،معز آباد،کهنوج،زنگی آباد،رحیم آباد،ده مسعود،پای سیب،بندر،حسین آباد، تیکدر

## موقعیت
چترود در ۱۳۲۳ ش یکی از آبادیهای (یا کویر) در شهرستان کرمان و در استان هشتم (کرمان و مکران) محسوب می‌شد (ایران. وزارت کشور. اداره کل آمار و ثبت احوال، ج ۲، ص ۳۸۰). در ۱۳۵۵ ش، چترود دهستان در بخش حومه شهرستان کرمان (ایران. وزارت کشور، ذیل «استان کرمان») (ایران. وزارت کشور. معاونت برنامه‌ریزی و خدمات مدیریت، ص ۸۳). در اسفند ۱۳۷۳، (ایران. قوانین و احکام، ۱۳۷۴ ش، ص ۶۲–۶۳).

## آب و هوا و اقلیم
رود فصلی چترود در شمال شهر جریان دارد. آب و هوای شهر معتدل خشک است. میانگین بارش سالانه آن حدود ۱۸۹ میلی‌متر ضبط شده‌است (سازمان هواشناسی کشور، ص ۳۷۰).
چترود در تاریخ خود در جریان حملات غزها، بلوچ‌ها و رخ دادن زمین‌لرزه آسیب‌های فراوانی دیده‌است.

## موقعیت علمی، معدنی و صنعتی
معادن فراوان زغال سنگ در پیرامون آن یافت می‌شود (جغرافیای کامل ایران، ج ۲، ص ۹۳۲). طرحی برای احداث کارخانه تولید لاستیک و ماشین آلات سنگین راهسازی نیز در چترود وجود دارد. 